# Ozero Zjuravno
Ozero Zjuravno (ryska: Озеро Журавно) är en sjö i Belarus.   Den ligger i voblasten Vitsebsks voblast, i den norra delen av landet, 160 km norr om huvudstaden Minsk. Ozero Zjuravno ligger 147 meter över havet. Arean är 0,30 kvadratkilometer. Den sträcker sig 0,9 kilometer i nord-sydlig riktning, och 0,9 kilometer i öst-västlig riktning.
Omgivningarna runt Ozero Zjuravno är en mosaik av jordbruksmark och naturlig växtlighet. Runt Ozero Zjuravno är det glesbefolkat, med 13 invånare per kvadratkilometer.